# Гълъмбица
 Тази статия е за планината.  За пещерата край Костур вижте Гълъмбица (пещера).  
Гълъмбица или Галомбица (в нестрамския и костенарийския говор) или Алѐвица (на гръцки: Αλεβίτσα) е планина в Костурско, Западна Македония, Гърция.

## Местоположение
Планината е разположена в западната част на Костурско, на границата с Албания (гранични пирамиди № 36 - № 66). Има продълговат вид с посока североизток - югозапад и е част от планинската верига на Северен Пинд. Простира се между реките Бистрица, наричана тук Белица, на гръцки Алиакмонас, на юг и изток и Девол в Албания на запад, които извират съответно от планините Грамос и Морава. На юг е отделена от Грамос и Горуша (Войо) от Белица и левия ѝ приток Слимнишката река, докато на север е отделена от планината Флацата от Четирската река. Групата, която няма специално име на гръцки, се обозначава с името на най-високия си връх.
На картата на австро-унгарския генерален щаб частта от планината северно над Пеликат е обозначена като Шестар (Šeštar), тази източно над Яновени като Галовица (Galovica), тази източно над Омотско като Воле (Vole) и тази северно над Нестрам като Орошец (Orošec). На картата си на Костурско Георги Христов нарича цялата планина Гълъмбица.

## Описание
Съставена е от конгломератни скали и пясъчници. Най-високият връх е едноименният Алевица 1589 m в северозападната част на планината, североизточно над Яновени (Янохори) и южно над Калевища (Кали Вриси), който днес дава и името на цялата планинска група, която на български се нарича традиционно Гълъмбица.
Георги Христов пише за Гълъмбица:
| „ | Гълъмбица не по-малко от южната си съседка удивлява и смайва със своите вълшебни красоти. Нейните кръстосващи се и преплитащи се, поради по-сложната ѝ структура, многочислени топографски форми, истински стихийни образи, със своето чаровно влияние, властно обхващат и пленяват. Със северозападния си край Гълъмбица се свързва с Морава планина. Тук я облазува вододела между водите на реките Девол и Белица, която откъм юг и запад я отделя последователно от подножието на върха Грамос, от североизточно разклонение на Денската планина и северното чело на Горуша. На изток до с. Калевища Гълъмбица се разклонява на североизток и югоизток... По билото на първия клон върви сегашната етническа и административна граница на Костурско... Другият по-големият... свършва на юг с върха Воле, издигащ се величествено над р. Белица и опиращ се до коритото ѝ със своите скалици и стръмни рътове, стърчащи над огромна пропаст. Флората и фауната на Гълъмбица планина не се различават много от тия на Одре и Горуша. Простряни стройни борови, букови и храсталакови гори расят много по-голямата част на повърхнината на планината и нейния клон. Кестенови гори липсват отсвякъде. Югоизточните им разклонения са слабо залесени. Склоновете на долове и долини по тях са облечени само и то предимно с храсталаци. Намират тук прибежище почти всички местни диви животни: мечката, вълкът, дивата свиня, заекът, лисицата, дивата коза, фазанът, дивият петел, горската яребица, пъдпъдъкът, гълъбът и др. диви птици. | “ |

| Име                        | Име                                     | Височина        | Местоположение | Държава |
| -------------------------- | --------------------------------------- | --------------- | --- | ------- |
|                            | Αετοφωλιά                               | 1195 m          | в северната част на планината, западно над Зеленград (Месоврахо)                                                                 |         |
| Алевица                    | Αλεβίτσα                                | 1580 m          | на главното било, в северозападната част на планината, североизточно над Яновени (Янохори) и южно над Калевища (Кали Вриси)      |         |
|                            | Αμμούδα                                 | 1546 m          | на централното било, в централната част на планината                                                                             |         |
| Бидо                       | Bido                                    | 1365 m          | граничен връх, пирамида № 59, северно над Пилкати (Монопило)                                                                     |         |
| Брателец                   | Μπράτελετς, Δίδυμο                      | 1120 m          | северно над Горни Нестрам (Несторио)                                                                                             |         |
| Буф                        | Μπούφι                                  | 1433 m          | на централното било, в югоизточната част на планината, североизточно над Дряново (Гликонери)                                     |         |
| Воле                       | Βόλια, Βάλια                            | 1367 m          | на централното било, в централната част на планината, западно от връх Елинца                                                     |         |
| Волче                      | Λυκορράχη, Βόλτσε                       | 1180 m          | западно над Горни Нестрам (Несторио)                                                                                             |         |
|                            | Βρυζαριές                               | 1214 m          | граничен връх, пирамида № 48 |         |
| Гинкова                    | Χελώνα, Γκίνκοβα                        | 1424 m          | граничен връх, пирамида № 55, северно над Яновени (Янохори) и южно над Видово (Видохова)                                         |         |
| Град                       | Κάστρο                                  | 1017 m          | източно над Долен Нестрам (Несторио)                                                                                             |         |
| Гяполи                     |                                         | 1308 m          | южно от Видово |         |
| Диегур                     | Djegur                                  |                 | граничен връх, пирамида № 62, северно над Слимница (Трилофо)                                                                     |         |
|                            | Δύο Λόφοι                               | 1114m           | в северните части на планината, югозападно над Ревани (Дипотамия)                                                                |         |
| Еленица                    | Ελενίτσα                                | 892 m           | в северните части на планината, северно от Долно Папратско (Като Птелея) и западно от Чърчища                                    |         |
| Елинца                     | Ελίντσα, Ελάφι                          | 1469 m          | на централното било, в югоизточната част на планината, източно от Воле                                                           |         |
| Извор                      | Izvorit                                 | 1495 m          | граничен връх, пирамида № 65, северозападно над Слимница (Трилофос) и южно от Аръз                                               |         |
|                            | Ύψωμα Ταξιαρχίας                        | 1283 m          | граничен връх, пирамида № 50 |         |
| Камата                     | Καμάτα                                  | 1332 m - 1200 m | в югоизточната част на планината, северно над Дряново (Гликонери)                                                                |         |
| Камено                     | Καμμένα                                 | 1263 m          | в централната част на планината, североизточно от Амуда                                                                          |         |
| Караули                    | Καραούλι, Παρατηρητήριο                 | 1336 m          | на централното било, в югоизточната част на планината, североизточно над Дряново (Гликонери)                                     |         |
|                            | Κάστρο                                  | 1214 m          | в северната част на планината, южно над Зеленград (Месоврахо)                                                                    |         |
|                            | Κόκκινη Ράχη                            | 1017 m          | в северните части на планината, северно над Ревани (Дипотамия)                                                                   |         |
| Кондра Полинга             | Κόντρα Πολίγκα, Κόντρα                  |                 | граничен връх, пирамида № 60, северно над Пилкати (Монопило)                                                                     |         |
| Конопице                   | Κονοπίτσε, Κονοπίτσες                   | 1380 m - 1337 m | в западната част на планината, североизточно над Слимница (Трилофос)                                                             |         |
| Кростава                   | Κροστάβα, Guri Mushk                    | 1037 m          | граничен връх, пирамида № 39 |         |
| Куьовица                   | Κουγιοβίτσα, Κρούκιτ                    | 1461 m          | граничен връх, пирамида № 63, северно над Слимница (Трилофо)                                                                     |         |
| Кури                       | Δρυόβουνο, Κουρί                        | 846 m           | в северните части на планината, северно над Дреничево (Кранохори) и южно над Чърчища                                             |         |
| Лаксенти                   | Λαξεντή, Λαξένη                         | 1108 m          | |         |
| Малка Алевица              | Μικρή Αλεβίτσα                          | 1580 m          | на главното било, югоизточно от Алевица                                                                                          |         |
| Манастир, Манастирски брег | Μπρέγκου Μαναστήριτ, Bregu i Manastirit | 1495 m          | граничен връх, пирамида № 66, северозападно над Слимница (Трилофос) и южно от Аръз                                               |         |
| Николер                    | Νικολέρι, Νικολέρ                       | 1349 m          | в северната част на планината, югоизточно над Зеленград (Месоврахо)                                                              |         |
| Ондрия                     | Τριγωνομετρικό, Όντρια                  | 1101 m          | северно от Стенско (Стена) и Стенската река, която го отделя от Брателец                                                         |         |
| Орешче                     | Oρέσκα, Ορέτσικο                        | 1102 m          | на централното било, в югоизточната част на планината, югозападно над Долни Нестрам (Несторио), над Орешче                       |         |
| Тръстика                   | Περήφανο                                | 972 m           | над бившето село Тръстика |         |
| Петре Пелени               | Πέτρινο, Πετρέ Πελένι                   | 1323 m          | на централното било, в централната част на планината, западно над Стенско (Стена), югоизточно от Амуда и североизточно от Елинца |         |
| Пиу                        | Πίου                                    | 1228 m          | в западната част на планината, източно от Слимница (Трилофос) и западно от Пилкати (Монопило)                                    |         |
|                            | Πλαγιές                                 | 1043 m          | в северните части на планината, северозападно над Гърлени (Хионато)                                                              |         |
|                            | Πλατειά Κορυφή                          | 1137 m          | в северните части на планината, югоизточно над Гърлени (Хионато)                                                                 |         |
| Попов връх                 | Πόποβαρ, Πόποβαρ, Μανούση               | 1111 m          | в северните части на планината, западно от Горно Папратско (Ано Птелея)                                                          |         |
| Построва                   | Ποστρόβα                                | 1113 m          | граничен връх, пирамида № 44 |         |
| Ревани                     | Ρεβένι, Οχυρό                           | 1116 m          | в северните части на планината, югоизточно над Ревани (Дипотамия)                                                                |         |
| Света Петка                | Αγία Παρασκευή                          | 1015 m          | |         |
| Свети Илия                 | Προφήτης Ηλίας                          | 1040 m          | в северните части на планината, западно от Долно Папратско (Като Птелея)                                                         |         |
| Стеничка                   | Βράχος, Τσαμ Αστένα, Στενίτσκα          | 1305 m          | североизточно над Омотско (Ливадотопи)                                                                                           |         |
|                            | Τρία Αυγά                               | 1400 m          | на централното било, в централната част на планината, югоизточно от Малка Алевица и северозападно от Амуда                       |         |
|                            | Τρίλοφος                                | 1118 m          | в северните части на планината североизточно от Гърлени (Хионато) и южно от Тръстика (Акондио)                                   |         |
|                            | Χρυσή Πέτρα                             | 1360 m          | граничен връх, пирамида № 61, северно над Пилкати (Монопило)                                                                     |         |
|                            | Τσουτσούλια                             | 918 m           | в северните части на планината, югоизточно от Горно Папратско (Ано Птелея) и югозападно от Дреничево (Кранохори)                 |         |
| Чарши                      | Τσαρσί, Καλλιθέα                        | 1200 m          | |         |
| Чука                       | Νταλίπες                                | 1112 m          | граничен връх, пирамида № 43, северозападно от Шак (Комнинадес) и югоизточно от Пончара                                          |         |
| Чума                       | Τσούμα                                  | 1125 m          | |         |
| Шулери и Закве             | Shuleri i Zakve                         |                 | ЮИ от Аръз и ЮЗ от Кютеза |         |